# Veicolo militare
Il veicolo militare è una tipologia di veicolo che include tutti i mezzi di trasporto terrestri, marittimi e aeronautici progettati e sviluppati quasi esclusivamente per l'impiego da parte delle forze militari.

## Caratteristiche e tipologia

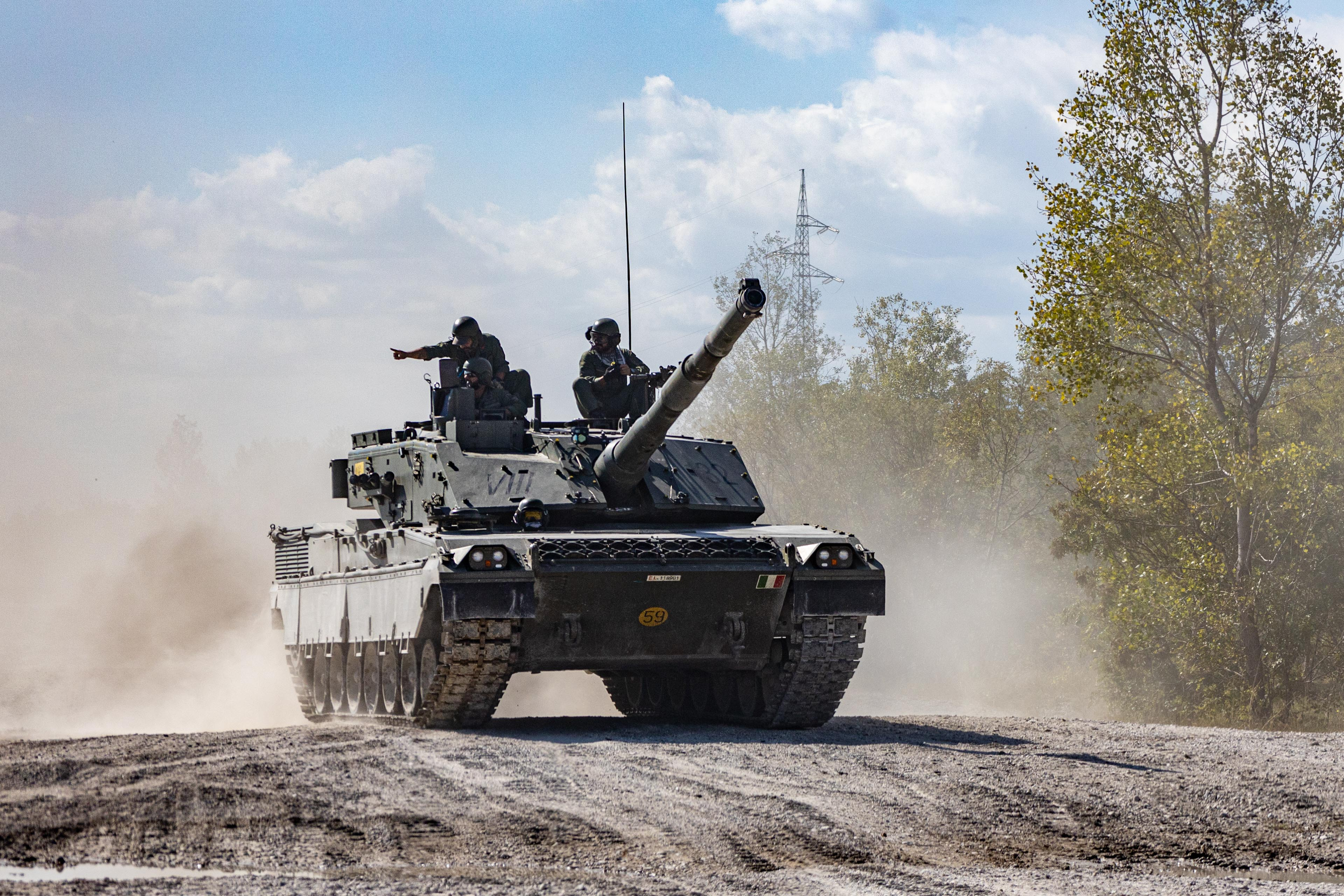
Un carro armato OTO melara ariete C1, un tipico veicolo militare terrestre.

I moderni veicoli militari terrestri sono noti al pubblico per la loro capacità fuoristradistica estrema, e possiedono un notevole blindaggio e resistenza ai colpi di arma da fuoco o esplosivi.

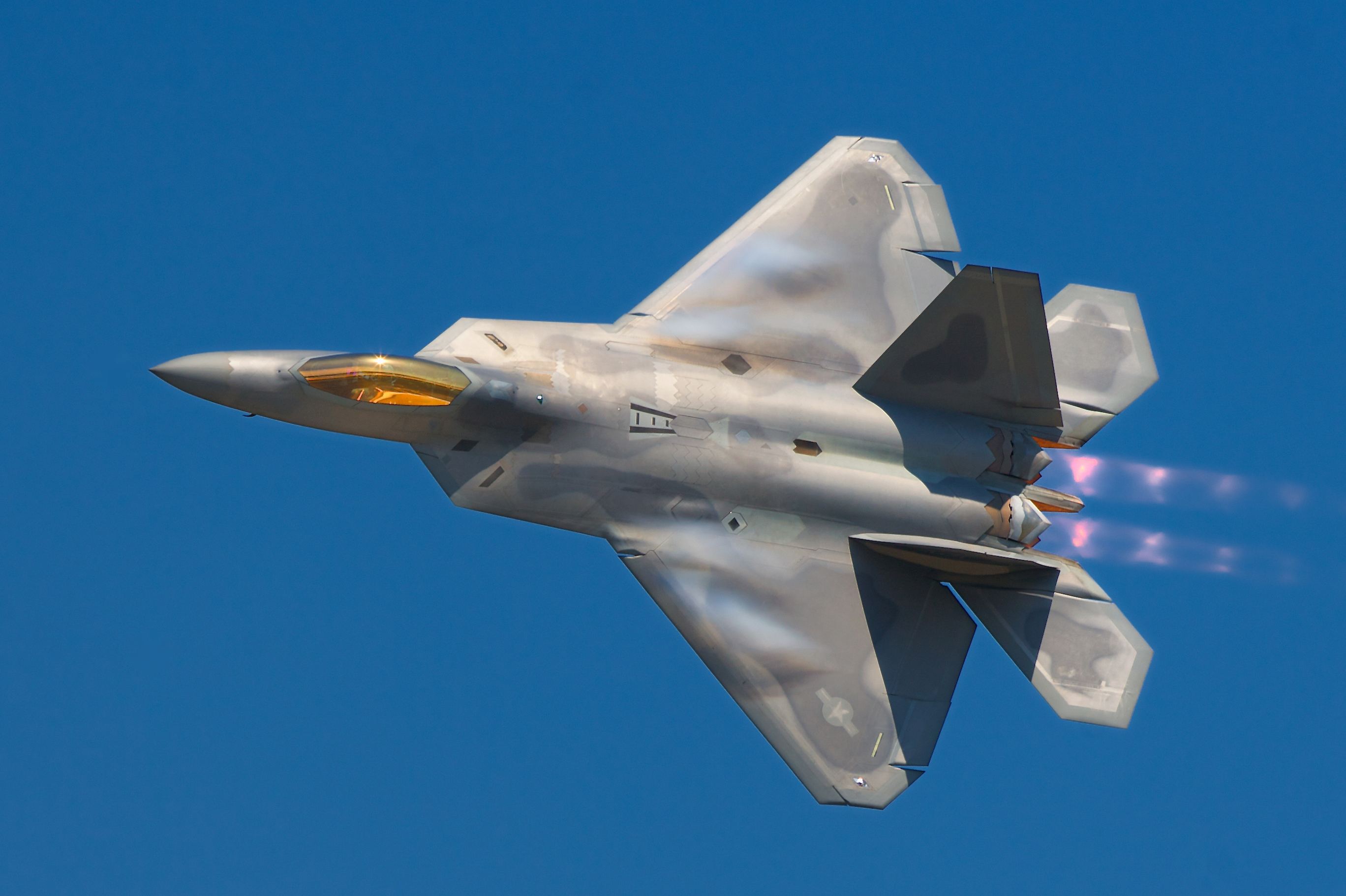
Un aereo da caccia multiruolo americano, il Lockheed f-22a raptor, un tipico velivolo militare.

Lo stesso discorso vale anche con le altre unità militari, come ad esempio i mezzi utilizzati nei corpi di marina quali le navi da guerra, i cacciatorpediniere e i motosiluranti, grandi e piccole imbarcazioni dotate di una notevole corazza (se sono di grande tonnellaggio) con un armamento proprio.
Nel caso dell'aeronautica, per non incorrere in problemi di peso eccessivo (infatti la mole gioca un ruolo fondamentale negli aerei) che possono compromettere le missioni, i velivoli moderni sono fabbricati con leghe particolari ultraleggere ma allo stesso tempo robuste e affidabili; rientrano in taluna tipologia gli aerei militari da combattimento, come jet, caccia e elicotteri d'attacco.
Un sottotipo di veicolo militare che con il passare degli anni e l'aumento delle guerre di matrice terroristica è diventato sempre più importante e frequente alla fine del XX secolo è il veicolo da combattimento di fabbricazione artigianale, ed è spesso visto in scenari di guerra irregolari.